# Mbocayaty del Guairá
Koordinaten: 25° 43′ S, 56° 25′ W
Mbocayaty del Guairá ist ein Dorf und gleichnamiger Distrikt im Departamento Guairá in Paraguay mit 2135 Einwohnern (Zensus 2002).

## Herkunft des Namens
Mbocayaty wird von dem Guaraní-Wort mbokajaty abgeleitet und bedeutet so viel wie Palmenhain bzw. Palmenwäldchen.

## Lage
Es ist ein größeres Dorf in der Nähe der Hauptstadt des Distriktes Guairá, Villarrica, die sieben Straßenkilometer entfernt ist.
Das Dorf ist nur 10 km von der deutschen Kolonie Independencia und in unmittelbarer Umgebung des Ybytyruzú-Nationalparkes gelegen.
Mbocayaty del Guairá liegt an der direkten Verbindungsstraße (Ruta 8) von Villarrica nach Coronel Oviedo.

## Beschreibung
Der Ort besteht aus zwei Bereichen, dem Ortskern mit kleineren Grundstücken und der etwas weitläufigeren Costa Mbocayaty.
Das Dorf hat mehrere Fußballteams, zum Beispiel das Team Sol de America.
Wie die meisten Dörfer und Städte Paraguays verfügt Mbocayaty del Guairá über eine große Plaza im Stadtzentrum vor dem Rathaus, in Mbocayaty ist diese Plaza mit Schaukeln, Klettergerüsten etc. als Kinderspielplatz angelegt.
Das Dorf verfügt auch über mehrere Bäckereien, Fleischereien, kleinere Supermärkte, Kirchen, Schulen, über einen Radiosender und über vier Polizeistationen. Das Zentrum des Dorfes wurde 2012 im Rahmen eines Verschönerungsprojektes vollständig asphaltiert und mit Parkplätzen ausgestattet. Außerdem wurde der Park im Zentrum renoviert und es wurden an vielen wichtigen Plätzen Königspalmen gepflanzt.

## Bevölkerung
Die Bevölkerung Mbocayaty´s besteht zum großen Teil aus Paraguayern, jedoch gibt es auch einen geringen Anteil an Deutschen, Brasilianern, und anderen Ausländern. Mehrmals im Jahr finden hier gut besuchte Veranstaltungen wie zum Beispiel Dorffeste, Auto-Rallyes, Viehauktionen, Pferderennen und vieles mehr statt.

## Costa-Mbocayaty
Costa-Mbocayaty ist der etwas weiter außerhalb vom Ortskern Mbocayaty gelegene Dorfteil. In Costa-Mbocayaty befinden sich hauptsächlich große Grundstücke über 3–15 Hektar. In Costa-Mbocayaty wird in geringen Mengen Viehzucht betrieben. Costa-Mbocayaty liegt um einiges tiefer als der Ortskern Mbocayaty selber und oftmals entsteht nach starken Regenfällen ein großer See (vorrangig Richtung Villarrica direkt an der Ruta 8), wodurch viele Bereiche von Costa-Mbocayaty als Baugrundstücke ungeeignet sind. Außerdem wurden 2012 im Rahmen der oben genannten Verschönerungsaktion alle Sandwege verbessert (teilweise mit Pflasterstein).